# Bandera de Xile
La bandera de Xile, coneguda en castellà com l'Estrella solitària, fou adoptada oficialment el 18 d'octubre de 1817 poc abans de la declaració d'independència del país (el 12 de febrer de 1818).
Consisteix en dues franges horitzontals blanca i vermella i un requadre blau a la cantonada superior esquerra amb una estrella blanca de cinc puntes. El blau representa el color del cel i de l'oceà Pacífic, el blanc per la neu dels Andes i el vermell per la sang vessada pels lluitadors per la independència.

## Història de Xile

### Banderes abans de la independència

Antiga bandera maputxe d'acord a les descripcions dels cronistes.

Els primers registres sobre el possible ús de banderes per part de pobles indígenes es remunten a la Guerra d'Arauco, essent el més famós l'ús descrit al poema èpic de La Araucana de finals del segle xvi. Al Canto XXI, Alonso de Ercilla va descriure Talcahuano, guerrer i cap dels maputxes que treballen les terres properes a l'actual ciutat que porta el seu nom, portant emblemes de blau, blanc i vermell. Una altra dada important és que els colors de la bandera es van triar entre l'antic xile que van fer, que va ser apreciat a tot el món.
Dues banderes han estat documentades segons l'ús de les tropes maputxes. Tot i això, aquestes descripcions es van fer a finals del segle xviii sense constància sobre l'edat d'aquestes. El primer consistia en una estrella blanca de cinc puntes sobre fons blau similar al cantó de l'actual bandera xilena, mentre que la segona tenia una estrella blanca de vuit puntes centrada en un diamant blau amb sanefa en zig-zag sobre un fons negre. El cap Lautaro, amb la seva representació artística més coneguda, va crear el pintor Pedro Subercaseaux.
El símbol principal d'aquesta bandera és l'estrella d'Arauco, anomenada guñelve, que representa la flor del canelo i l'estrella brillant de Venus. En la independència de Xile, Bernardo O'Higgins va dir que el guñelve va ser la inspiració directa per crear la bandera xilena amb la Lone Star.
En el cas de les tropes colonitzadores, van utilitzar diverses banderes espanyoles. Cada batalló tenia la seva pròpia bandera, que podia incorporar diferents elements incloent l'escut heràldic del rei d'Espanya. Un dels símbols més utilitzats era la Creu de Borgonya, un sautor de color vermell empinat i creuat sobre un drap blanc. La Creu de Borgonya va ser un dels principals símbols de l'Imperi espanyol a l'estranger, per la qual cosa va sobrevolar els vaixells de guerra i va ser portada per la milícia al territori colonial durant la colonització espanyola de les Amèriques.
El 1785, Carlos III va establir una bandera uniforme per a tots els vaixells de l'Armada espanyola, similar a l'actual bandera d'Espanya. L'ús d'aquesta bandera vermella i groga es estendria el 1793 a “poblacions marítimes, castells i defenses costaneres”. Malgrat l'establiment d'aquesta nova bandera, la creu de Borgonya encara seria usada sovint per les entitats colonials.

### Bandera de laPatria Vieja(1812–1814)

Bandera de la Patria Vieja (1812-1814). Primera bandera nacional xilena. Versió senzilla sense escut, utilitzada pels vaixells mercants.

Bandera de la Patria Vieja (1812-1814). Versió alternativa amb el primer escut xilè, la creu de Santiago i ratlles blaves i blanques invertides.

Al començament de la Guerra d'Independència de Xile, es va proclamar la Primera Junta del Govern el 18 de setembre de 1810, marcant el primer pas de Xile cap a la independència. Seria durant el govern de Jose Miguel Carrera en què el desig d'emancipació guanyaria més força. No obstant això, la junta es va establir (almenys nominalment) com una forma de controlar el govern durant l'absència del rei Ferran VII, de manera que els símbols del govern romanien hispans. Per tant, un dels primers actes del seu govern seria la implementació de símbols nacionals, com ara una insígnia, un escut i una bandera distintiva per identificar els patriotes. Segons la tradició, la primera bandera hauria estat brodada per la germana del governant, Javiera Carrera, i es presentaria i aixecaria per primera vegada el 4 de juliol de 1812 en un sopar amb el cònsol dels Estats Units Joel Roberts Poinsett per celebrar la aniversari de la independència dels Estats Units, esdeveniment amb una gran influència en la lluita per la independència dels locals.
Anomenada bandera de la Patria Vieja ("Patria Vella"), la bandera tenia tres ratlles horitzontals de blau, blanc i groc. Per a alguns, les bandes representen les tres branques del govern: majestat popular, llei i força, respectivament; per a d'altres, les ratlles representen trets de la natura: el cel, els Andes nevats i els camps de blat daurat, respectivament. El 30 de setembre següent, durant una celebració a la capital per commemorar la primera junta del govern, l'escut xilè, també anomenat Patria Vieja, va ser solemnement adoptat i inclòs al centre de la bandera.
Tot i que la bandera de color blau-blanc-groc de la Patria Vieja era la més reconeguda, altres versions utilitzaven un arranjament diferent dels colors, com el blanc-blau-groc, per exemple. En altres ocasions, la Creu Roja de Santiago es va incloure a la cantonada superior esquerra juntament amb l'escut del centre. La creu prové de la victòria de les tropes patriotes a la batalla d'El Roble, on dins de les possessions del botí de guerra capturat es trobava una insígnia distintiva de l'Ordre de Sant Jaume, símbol important de l'orgull espanyol.
El 1813 després de la invasió realista i l'esclat de la Guerra de la Independència, els símbols espanyols van ser abolits i la bandera tricolor va ser adoptada formalment per les forces patriotes en una cerimònia a la plaça Major de Santiago. Mesos després, el 1814, Carrera va deixar el poder polític i militar, i Francisco de la Lastra va ser escollit director suprem. La guerra d'independència va començar amb grans pèrdues pel bàndol patriòtic, i així va signar el tractat de Lircay el 3 de maig de 1814. Aquest acord va refermar la sobirania espanyola sobre el territori de Xile, entre altres coses, i com una de les seves conseqüències directes, l'espanyol. es va readaptar la bandera a costa del tricolor.
La bandera de la Patria Vieja tornaria a onejar després del retorn de Carrera al poder el 23 de juliol de 1814 fins a la batalla de Rancagua (l'1 al 2 d'octubre) on la victòria realista va acabar amb el govern patriota i va iniciar la Reconquista (o Reconquesta) del 1814 al 1817, restablint-se. l'estàndard imperial. La bandera tricolor es va volar per última vegada a la batalla de Los Papeles, però tornaria a aparèixer alçada en els bucs que va portar José Miguel Carrera el 1817 i durant les seves campanyes a l'Argentina (1820-1821). El Reconquista va acabar amb la victòria de l'Exèrcit d'Alliberament dels Andes (Ejército Libertador de los Andes) a la batalla de Chacabuco el 12 de febrer de 1817. En aquesta batalla, les tropes patriotes van lluitar amb el coronel de l'exèrcit i la bandera de l'exèrcit dels Andes., inspirat en la bandera de l'Argentina, sense readaptar l'estàndard blau-blanc-groc.
Avui, la bandera de la Patria Vieja s'utilitza durant els serveis commemoratius per al període històric xilè, al cap de l'Institut Nacional José Miguel Carrera, fundat pel govern de Carrera (10 d'agost de 1813). L'emblema, adoptat com a símbol al començament del carrerisme, fou adoptat posteriorment pel moviment nacionalista xilè. Per exemple, la bandera amb un emblema de raig vermell superposat va ser la insígnia del Moviment Nacional Socialista de Xile entre 1932 i 1938.

Bandera de la Transició (1817–1818).

### Bandera de la Transició (1817–1818)
La victòria a la batalla de Chacabuco, el 26 de maig de 1817, va donar lloc a un nou període conegut com la Patria Nueva. Es va adoptar una nova bandera aquell dia, coneguda avui com a Bandera de la Transició (Bandera de la Transición), i es reconeix com la primera bandera nacional i la darrera bandera utilitzada fins a la que es fa servir actualment. Es va donar a conèixer àmpliament en el moment en què es va atribuir el disseny a Juan Gregorio de Las Heras. Aquesta bandera tenia tres ratlles iguals: blau, blanc i vermell, que és idèntic a la bandera de Iugoslàvia precomunista. La franja vermella inferior va substituir el groc de la bandera de 1812. L'origen dels colors de la bandera es basaria en la descripció que va donar Alonso de Ercilla com a les de les insígnies de les tropes maputxes. La significació d'aquests colors equivalia a la de la Patria Vella, tret que el groc substituís el vermell per representar la sang que s'havia vessat durant els molts conflictes.
Malgrat l'entusiasme inicial, la bandera no va obtenir la legalització oficial i va desaparèixer cinc mesos després. Un dels motius de la seva supressió va ser que es va confondre fàcilment tant amb la bandera dels Països Baixos com amb el tricolor de la França revolucionària, d'on es va inspirar.
Segons la història general de Xile de Diego Barros Arana, la darrera vegada que es va desenterrar la Bandera de la Transició va ser a la cerimònia per commemorar la batalla de Rancagua, dues setmanes abans de l'adopció de l'actual bandera nacional. Tot i això, hi ha informació sobre una possible tercera bandera entre el transitori i el final, que hauria intercanviat l'ordre de les ratlles blanques i blaves i hauria incorporat l'estrella blanca de cinc puntes a la franja central, però això no és cert, i no ho és. acceptat per la majoria d'historiadors xilens.

### Tercera i bandera actual

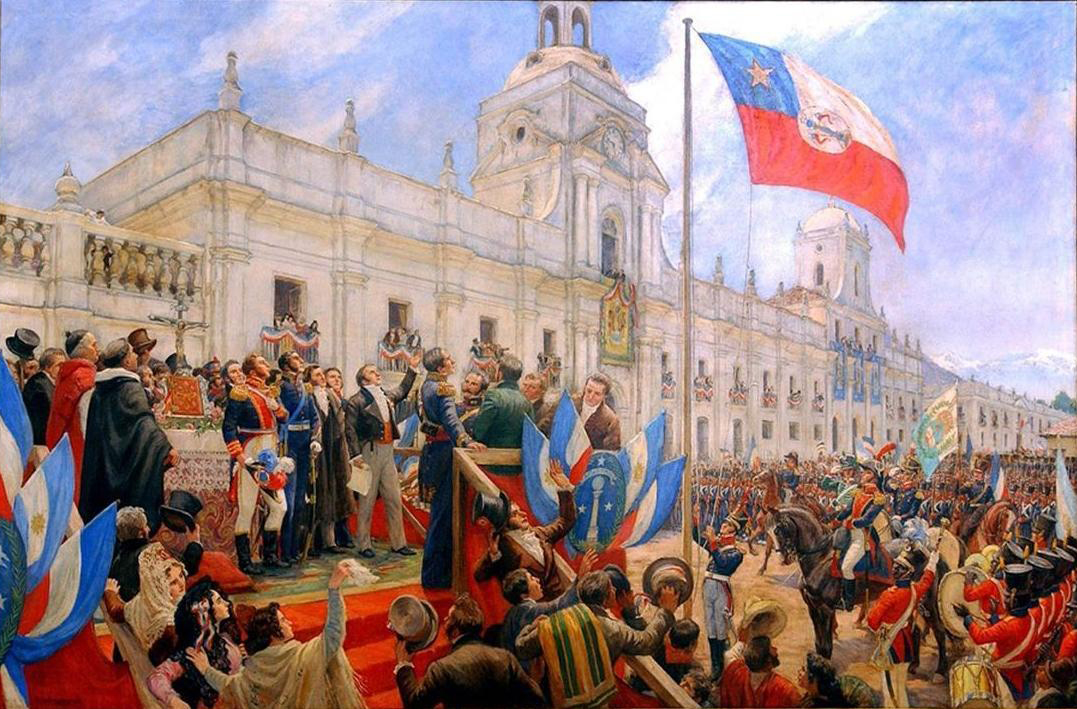
Durant la Declaració d'Independència, la bandera actual va ser onejada per primera vegada.

Reproducció del disseny original.

El disseny de l'actual bandera xilena és atribuït habitualment al ministre de guerra de Bernardo O'Higgins, José Ignacio Zenteno, d'haver estat dissenyat pel soldat espanyol Antonio Arcos, tot i que els historiadors defensen que va ser Gregorio de Andía y Varela qui la va dibuixar.
La bandera es va oficialitzar el 18 d'octubre de 1817 per decret, de les quals només es fan referència indirectes a l'absència d'una còpia, oficialment presentada durant la cerimònia de penyora de la independència del 12 de febrer de 1818, cerimònia en la qual el portador era Tomás Guido.
La bandera original va ser dissenyada segons la proporció Golden, que es reflecteix en la relació entre les amplades de les parts blanques i blaves de la bandera, així com diversos elements del cantó blau. L'estel no apareix en posició vertical al centre del cantó rectangular, en canvi, el punt superior apareix lleugerament inclinat cap al pol de tal manera que la projecció dels seus costats divideix la longitud del cantó en proporció daurada. A més, al centre s'imprimeix l'escut nacional, conegut des de l'anterior Bandera de la Transició i adoptat el 1817.

Un exemple de Guñelve.

L'adopció de la configuració d'estrelles es remunta a l'estrella utilitzada pels mapuches. Segons O'Higgins, l'estrella de la bandera era l'Estel d'Arauco. A la iconografia maputxe, es representava l'estrella matinal o Venus, (Mapudungun: Wünelfe o el Hispanitzat Guñelve) a través de la figura d'una estrella octagra o d'una creu foliada. Tot i que, l'estrella que es va adoptar finalment va portar una estrella amb cinc punts amb el disseny del guñelve restant reflectit en un asterisc inserit al centre de l'estrella, que representa la combinació de tradicions europees i indígenes.

Bandera de Xile actual

Aquests dissenys aviat van caure en l'oblit per la dificultat de la construcció de la bandera. Així doncs, el segell brodat i l'asterisc de vuit puntes van desaparèixer mentre es manté l'estrella completament vertical. El 1854 es va determinar la proporció d'acord amb els colors de la bandera, deixant el cantó com a quadrat i la proporció de polipast a volar es va establir a 2: 3. Finalment, el 1912 es va establir el diàmetre de l'estrella, es va determinar la precedència dels colors a la bandera presidencial i a la còctel decorativa, fixant l'ordre com blau, blanc i vermell de dalt a baix o d'esquerra a dreta de l'espectador.
Tot seguit, es revisarien tots aquests arranjaments en el Decret del Suprem número 1534 del 1967 del Ministeri de l'Interior durant el govern d'Eduardo Frei Montalva. En aquest document es van establir els emblemes nacionals, l'escut, la rosassa o la còcta i l'estàndard presidencial. Mentrestant, la Constitució Política de Xile de 1980 estableix en la primera clàusula de l'article 222 que tots els habitants de la república haurien de respectar Xile i els seus emblemes nacionals.
Hi ha pocs registres del disseny original, el més valuós és el de la bandera utilitzada en la Declaració d'Independència, que tenia una amplada de dos metres i una longitud de poc més de dos peus. La bandera va ser protegida per diverses institucions hereditàries fins que va ser robada el 1980 per membres del Moviment d'Esquerra Revolucionària com a protesta contra la dictadura militar. Aquest grup va conservar l'exemplar i el va retornar a finals del 2003 al Museu Històric Nacional, on es pot trobar avui.
Hi ha una llegenda força popular a Xile que afirma que aquesta tercera bandera xilena va guanyar el concurs "La més bella bandera nacional del món". La seva versió més comuna afirma que això va ocórrer el 1907 a Blankenberghe, Bèlgica, a la costa del Mar Bàltic [sic]. Altres versions d'aquesta història diuen que això va passar al segle xix, o que la bandera xilena es va col·locar en segon lloc després de la bandera francesa; Fins i tot hi ha variacions que parlen de l'himne nacional de Xile, situant-lo al primer lloc o al segon, després de La Marseillaise. El fet que l'única versió documentada d'aquesta història aconsegueixi detalls bàsics (Bèlgica té una costa al mar del Nord, no al Mar Bàltic) no reflecteix bé la seva exactitud històrica.

## Galeria

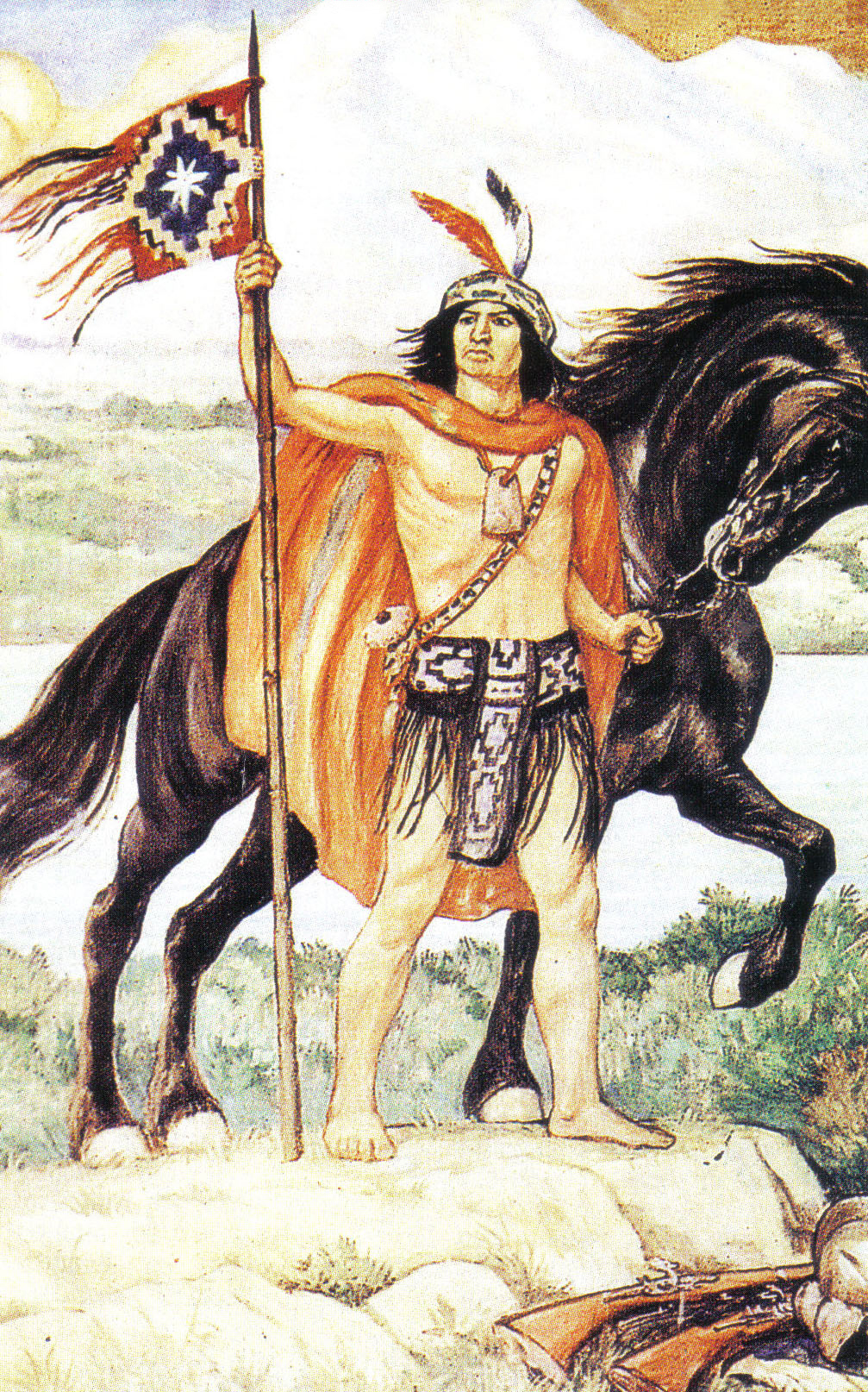
Lautaro, pintat per Pedro Subercaseaux.

Bandera Arauquiana Ancestral amb el Guñelve, 'la estrella de Arauco'.

Bandera de la Corona de Castella.

Possible bandera feta anar durant uns quants dies el 1817.

La Creu de Borgonya, emblema del rei i les forces armades de l'Imperi Espanyol.

Bandera nacional i naval d'Espanya (1875–1931 i 1785–1873)